# Trolltjärnen (Föllinge socken, Jämtland)
Trolltjärnen är en sjö i Krokoms kommun i Jämtland och ingår i Indalsälvens huvudavrinningsområde.